# Philipp Chemnitz
Bogislaw Philipp von Chemnitz (Stettino, 9 maggio 1605 – Svezia, 19 maggio 1678) è stato uno storico e teologo tedesco naturalizzato svedese.

## Biografia
Suo padre e suo nonno avevano entrambi il nome Martin; suo padre Martin Chemnitz (1561-1627) era avvocato e professore all'Università di Rostock, sposato con Margareta Cameraria (Margarethe Camerarius), fu cancelliere del duca Federico di Holstein-Gottorp; suo nonno Martin Chemnitz (1522-1586) era stato un teologo e riformatore protestante. Studiò storia e diritto a Rostock e a Jena; a Jena ebbe come maestro il giurista olandese Dominicus Arumaeus.
La sua vita venne segnata dagli eventi della guerra dei trent'anni.
Già nel 1620, aveva scritto un paio di tesi politiche ed attirato l'attenzione sul suo opuscolo Senatus deonim de presentibus ... Germanice miseriis, una rappresentazione sulla triste condizione della Germania di allora. Probabilmente nell'estate del 1642 andò in Svezia.
Nel 1627, poco dopo la morte del padre, fu militare al servizio della Repubblica delle Sette Province Unite e si arruolò nell'esercito svedese sotto Gustavo II Adolfo dopo il suo sbarco in Pomerania nel 1630, raggiungendo il grado di Capitäns. Sembra che già dal 1630 sia stato impiegato in servizi amministrativi nella Pomerania svedese e nella Slesia al servizio di Lillieström, residente svedese a Stettino, e gradualmente passò al servizio dell'Impero svedese.
Dal 1637, dipendente a servizio dell'amministrazione dell'esercito svedese, iniziò a scrivere le sue pubblicazioni storiche e istituzionali, rivelandosi come un oppositore degli imperatori tedeschi della Casa d'Asburgo. Uno dei suoi lavori più importanti è una storia in diversi volumi sulle diverse fasi della guerra trent'anni vista dalla prospettiva svedese.
Già nell'autunno del 1642 Axel Oxenstierna, suo protettore, gli diede il compito di scrivere la storia della guerra in Germania, e nella primavera del 1643 il Consiglio reale ribadì a nome del governo svedese il compito affidatogli.
Nominato storico di Stato (storico aulico) della Svezia il 3 gennaio 1644 da Axel Oxenstierna, con stipendio statale e accesso agli Archivi di Stato svedesi, nel 1646 sposò Alborn Margaret Philipp Bogislaw (von) Chemnitz, la figlia di un Balivo di Tangermünde nella Marca di Brandeburgo.
Fu elevato alla nobiltà svedese dalla regina Cristina di Svezia il 20 gennaio 1648, assieme al fratello, conosciuto da allora col nome di "von Chemnitz".
Lo stesso anno ricevette da Oxenstierna la fattoria di Hallsta nel Västmanland, e nel 1649 ebbe in dono dalla regina Cristina sette possedimenti agricoli nelle vicinanze.
Durante la reggenza di Carlo XI nel 1668, divenne giudice distrettuale nella giurisdizione di Asker, poi Carlo XI nel 1675 lo nominò consigliere della corte svedese.
Morì in Svezia, senza figli, nella sua fattoria di Hallsta gård (Västerås) il 17 maggio 1678. I suoi lavori vennero ristampati nel XVIII secolo e pubblicati in diverse traduzioni.

## Hippolithus a Lapide
È autore, con lo pseudonimo di "Hippolythus a Lapide", di una Dissertatio de ratione status in imperio nostro Romano-Germanico (La Ragion di Stato nel nostro Impero romano-germanico), in almeno due edizioni (1640; Amsterdam 1647); uno dei libri più controversi sulla Costituzione dell'Impero tedesco (Sacro Romano Impero della nazione tedesca). Egli vi definisce la ragion di Stato: «alcune considerazioni politiche necessarie per tutti gli affari pubblici, consulenze e progetti, il cui unico scopo è la conservazione, l'ampliamento e la felicità nello Stato; per questo fine si impieghino i mezzi più rapidi e più convenienti».
Si configura quindi come una difesa dei diritti degli Stati dell'impero all'autonomia, contro il programma monarchico-assolutistico degli Asburgo. Inoltre è polemica contro l'imperatore tedesco, a quel tempo Ferdinando III, e la Casa d'Asburgo: tratta infatti la questione del ruolo dell'imperatore, sostenendo il parere che la sovranità dell'impero non fosse dell'imperatore (e quindi gli Asburgo), ma appartenesse alla Dieta imperiale (Reichstag), cioè l'insieme dei principi elettori tedeschi e delle città libere.
La Dissertatio è stata criticata dai giuristi tedeschi Johann Slüter e Samuel von Pufendorf.
L'opera è stata pubblicata nel periodo dei negoziati finali per la Pace di Westfalia. È stata intesa come un forte attacco al vertice dell'Impero tedesco in uno momento delicato dei negoziati: l'imperatore Ferdinando III si era inizialmente opposto alla partecipazione degli Stati tedeschi ai negoziati di pace, ma fu soprattutto la Francia a costringerlo ad ammetterli. Questo significava l'emergere dell'Impero tedesco a Osnabrück, dove, oltre che a Münster, dal 1643 al 1648 è stata negoziata la pace di Westfalia; non solo i negoziati tra l'Impero e la Svezia, ma allo stesso tempo una convenzione costituzionale tedesca dunque.
Anche se la partecipazione degli Stati ai negoziati era stata richiesta in diverse occasioni (Admissionsfrage), l'Imperatore in un primo momento rappresentava il regno da solo. A Francoforte dal 1642 al 1643 il Reichstag ha discusso i problemi costituzionali dell'impero. In questo contesto, l'ambasciatore svedese Johan Adler Salvius ha accusato i negoziatori imperiali, già prima del 1643, di usurpare la prerogativa, affermando: «La Sekurität (sicurezza) sta nella Libertät del popolo tedesco».
L'Allgemeine Deutsche Biographie caratterizza Hippolithus a Lapide e il suo lavoro con queste parole: «contro la dinastia degli Asburgo, di grande passione, una condanna di tutta la sua politica tradizionale, i suoi scopi, le sue aspirazioni e le azioni nei secoli. Con la Pace di Praga (1635) sembrava che l'Austria avesse trovato una forma di accordo con i Regni tedeschi e per respingere l'interferenza straniera. A bloccare gli effetti di questa pace, a suscitare di nuovo l'odio contro gli Asburgo, incitare alla guerra per continuare la lotta fino a quando l'Austria non abbia l'umiliazione completa e riconosciuta l'impotenza costituzionale imperiale, è lo scopo del focoso pamphlet in cui l'ispirazione svedese non può essere negata».
Bogislaw Philipp von Chemnitz non era l'unico ad interrogarsi circa la sovranità dell'imperatore tedesco. Johannes Althusius aveva espresso tali pensieri prima di lui, e un suo contemporaneo, Johannes Limnäus ha sostenuto anche l'opinione che la sovranità era del popolo tedesco o dei loro rappresentanti, la sovranità sta nel (Principio di sovranità popolare). Ma Bogislaw Philipp von Chemnitz era uno dei rappresentanti più radicali nei dibattiti sulla costituzione dell'Impero del XVII secolo.
Il suo Dissertatio de ratione status è considerato come uno dei più importanti esempi della cosiddetta Reichspublizistik ("stampa imperiale") ed è stato considerato importante documento di negoziato per gli avversari dell'Imperatore. Questa opera ha causato più danni all'Imperatore di alcune battaglie perse durante la guerra dei trent'anni. Nei territori sottoposti all'influenza imperiale il libro è stato proibito e ordinato di bruciarlo per mano del boia.
Lo pseudonimo è derivato dal nome Philipp e dal luogo di provenienza in slavo - il cognome "Chemnitz". Questo termine è preso dal nome slavo Kamjenica (tradotto "torrente con sassi"), (sorabo: Steinbach; vedi Kamenz) derivato (da kamjeń - la pietra). "Stein" significa in latino lapis; una lapide così: "della pietra".

## Der königlich schwedische in Teutschland geführte Krieg
La sua grande opera, che è uscita per incarico ufficiale, Der königlich schwedische in Teutschland geführte Krieg "La guerra in Germania del sovrano di Svezia", è iniziata nel 1642. La sua prima parte, riguardante la partecipazione di re Gustavo Adolfo nella guerra 1630-1632, è stata pubblicata in tedesco e in latino nel 1648, la seconda parte della guerra (periodo 1633-giugno 1636) viene pubblicata in tedesco nel 1653, la terza e quarta parte (periodo giugno 1636-giugno 1646) sono state dichiarate come completate nel 1668, decisa la stampa, che non ha avuto luogo per la mancanza di fondi. Nell'incendio del palazzo del Castello del 1697 è stato perso gran parte del manoscritto sulla terza fase della guerra, e probabilmente anche di una quinta parte, che tratta della spedizione di Carl Gustaf Wrangel, e una sesta parte della fine della guerra. Viene pubblicato la prima volta dal 1855 al 1859, a spese dello stato, quello che si è salvato dei manoscritti di Chemnitz: il primo libro della terza fase della guerra (campagna di Johan Banér giugno-dicembre 1636) e la totalità della quarta parte (campagna di Lennart Torstenson 1641-46).
La considerazione delle opere storiche di Chemnitz è giustamente molto alta, in conseguenza del ricco materiale d'archivio che era a disposizione dell'autore, e dal fatto che Axel Oxenstierna si ritiene abbia curato la preparazione delle sue parti principali. La prima parte è basata principalmente su precedenti collezioni storiche del tempo, in particolare Theatrum Europaeum di Johann Philipp Abelin; per il resto del lavoro Chemnitz ha aggiunto documenti d'archivio, ma in una riproduzione fedele, per fonderli in una storia contemporanea di affidabilità e valore.

## Opere
- Quaestio odiosa, sed notabilis, de remotione Austriacae Domus ab imperiali dignitate.
- La Dissertatio
  - (LA, DE)   Bogislaw Philipp von Chemnitz, Dissertatio de ratione status in imperio nostro Romano-Germanico, 1ª ed., 1640. URL consultato il 27 novembre 2011.
«In qua tum, qualisnam revera in eo status sit; tum quae ratio status observanda quidem, sed magno cum patria libertatis detrimento, neglecta hucusque fuerit; tum denique, quibusdam mediis antiquis status restaurari ac firmari possit, dilucide explicatur»
pubblicato sotto lo pseudonimo di « Hippolithus a Lapide ». Il testo è principalmente in latino, ma i passaggi in tedesco sono numerosi.
  - (FR) Bogislaw Philipp von Chemnitz, Les vrais intérêts de l'Allemagne, tradotto da Jean-Henri-Samuel Formey, vol. 1, La Haye, 1762,  p. 727.
«Traduction du fameux ouvrage d'Hippolitus à Lapide, avec des notes relatives aux conjonctures présentes»
- (DE)  Königlich Schwedischer in Teutschland geführter Krieg. vol.4 . Stettin 1648, Georg Rhetens Erben. Stockholm 1653 (nuova edizione Stoccolma, 1855-59, vol.6)- (Der königl. swedische in Teutschland geführte Krieg, 1648-53; 3ª e 4ª parte, 1855) documenta la fase svedese della guerra dei Trent'anni.
- (LA)  Vindiciae secundum libertatem Germaniae intra pacificationem Pragensem. Cioè: salvare l'antica libertà dei tedeschi, contro la pace di Praga, gegen den schädtlichen und schändtlichen Prager Friedens Unfrieden.
- (DE)  Allerhand curiose Raisonnements von der neunten Chur[12] „Würde deß ... Herrn Ernst[13]“ Augusti Hertzoge zu Braunschweig und Lüneburg.